# دشت لاله‌های واژگون کوهرنگ

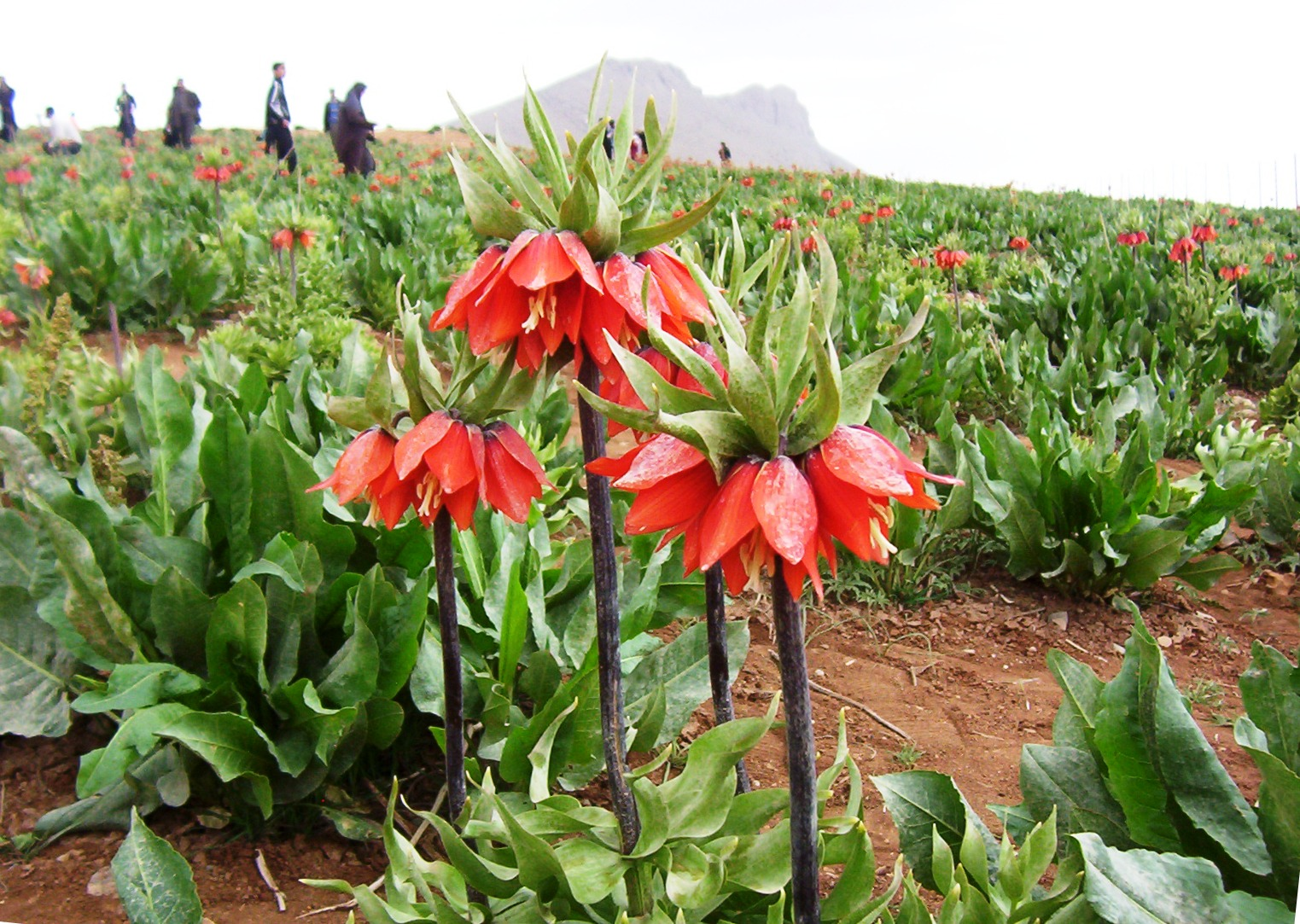
یک لاله واژگون واقع در دشت لاله‌های واژگون کوهرنگ

دشت لاله‌های واژگون کوهرنگ بزرگ‌ترین رویشگاه لاله واژگون در جهان می‌باشد. این دشت با ۳۶۰۰ هکتار وسعت در شهرستان کوهرنگ و استان چهارمحال و بختیاری قرار دارد. محدوده‌ای از این دشت به عنوان اثر طبیعی ملی لاله واژگون تحت حفاظت سازمان محیط زیست ایران قرار دارد.
این دشت در کنار جاذبه‌های گردشگری همچون آبشار کوهرنگ، چشمه کوهرنگ، پیست اسکی چلگرد، آبشار شیخ علیخان، روستای پلکانی سرآقاسید، چشمه دیمه و غار یخی چما قراردارد.
لاله‌های واژگون در زبان محلی گل قلندری، گل بگریو (گل گریان) و اشک مریم نامیده می‌شوند، در اواسط فروردین ماه به گل می‌نشینند و تا اواخر اردیبهشت گل‌های خود را حفظ می‌کنند.
در این مدت هر هفته هزاران نفر از این مکان بازدید می‌کنند که بر اثر قاچاق پیازچه این گیاه و احتمال انقراض، حضور گردشگران با محدودیت‌هایی همراه گردیده است.

## اثر طبیعی ملی لاله واژگون
اثر طبیعی ملی لاله واژگون یکی از ۲۰ اثر طبیعی ملی ایران و مورد حمایت سازمان محیط زیست است که در ارتفاع ۲۵۰۰–۲۸۰۰ متری دامنه کوه میلی با مساحت ۳۷۹ هکتار در شهرستان کوهرنگ قرار دارد و از سال ۱۳۷۵ تحت مدیریت سازمان حفاظت محیط زیست قرار گرفته است. تنها مسیر منتهی به آن جاده روستای بنواستکی است. علاوه بر آن گون، دافنه، کوما، لاله و تنگز از دیگر گونه‌های گیاهی و کبک، کبک دری، کل و بز، خرس قهوه‌ای، زاغ نوک زرد و قرمز از گونه‌های جانوری منطقه‌اند.